# 살바도르 데 마다리아가

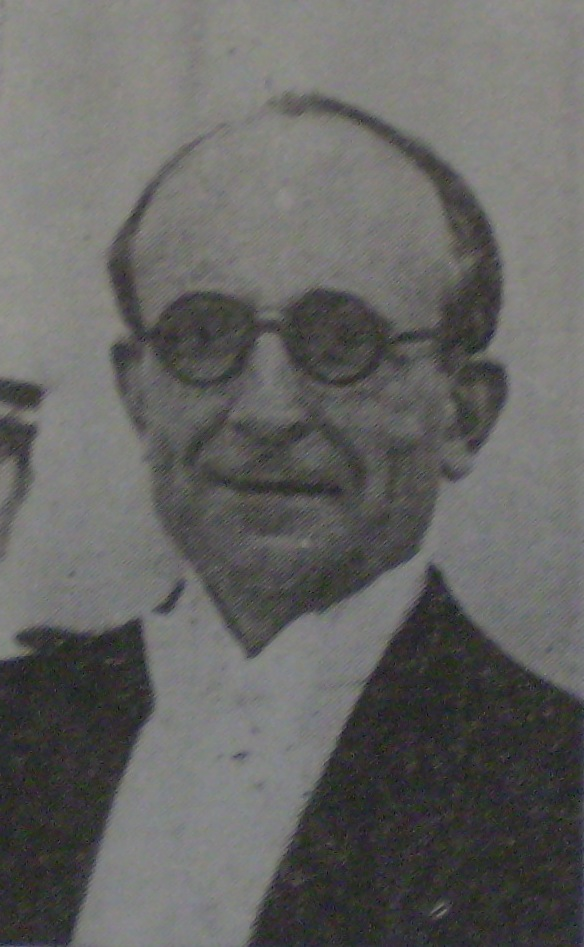
살바도르 데 마다리아가

살바도르 데 마다리아가 이 로호(스페인어: Salvador de Madariaga y Rojo, 1886년 7월 23일 ~ 1978년 12월 14일)는 스페인의 작가, 역사가, 외교관이다.

## 생애
데 마다리아가는 1886년 7월 23일에 갈리시아주 아코루냐에서 육군 대령의 아들로 태어났으며 아버지의 권고를 받고 프랑스에서 공학을 전공했다. 1911년에 프랑스 파리에 위치한 에콜 폴리테크니크를 졸업한 다음에 스페인으로 귀국했고 북스페인 철도 회사에서 기술자로 근무했다. 1912년에는 영국 스코틀랜드 출신의 경제사학자인 콘스탠스 아치볼드와 결혼했다. 영국 런던에 거주하면서 기자로 전향한 다음에 《타임스》에 영어 기사를 작성했다. 제1차 세계 대전 시기에는 영국 외무부의 요청에 따라 연합국을 선전하는 내용을 담은 스페인어 기사를 작성했다.
1921년에 국제 연맹 사무국에서 언론 위원으로 근무했고 1922년에는 군축 담당 책임자로 근무했다. 1928년부터 1931년까지 영국 옥스퍼드 대학교에서 스페인어 교수로 근무했고 1929년에는 국민 감정을 주제로 한 심리학 서적 《영국인, 프랑스인, 스페인인》(Englishmen, Frenchmen, Spaniards)을 출간했다. 1931년에는 미국 주재 스페인 대사를 역임했고 같은 해에 스페인 정부로부터 국제 연맹 주재 스페인 상임대표로 임명되었다. 1932년부터 1934년까지 프랑스 주재 스페인 대사를 역임했다. 1933년에는 스페인 하원 의원으로 선출되어 스페인 교육부·법무부 장관을 역임했다.
1932년 1월부터 국제 연맹 이사회 의장을 역임하면서 일본의 만주 침공을 강하게 비난하여 "만주의 돈 키호테"라는 별명을 얻었으나 국제 연맹의 중재 계획은 실패했다. 1936년 7월에 스페인 내전의 여파로 인하여 영국으로 망명했고 프란시스코 프랑코를 중심으로 한 국민파 진영에 대한 저항의 목소리를 냈다. 1947년에는 자유주의에 관한 옥스퍼드 선언에 서명했고 1948년에 네덜란드에서 열린 헤이그 회의에서 문화위원회 의장으로 참석하여 유럽 통합의 중요성을 강조했다. 1949년에는 유럽 대학의 공동 설립자 가운데 한 사람으로 참여했고 1948년부터 1952년까지 자유주의 정당들의 국제 정치 단체인 자유주의 인터내셔널의 회장을 역임했다.
데 마다리아가는 미겔 데 세르반테스의 《돈 키호테》, 윌리엄 셰익스피어의 《햄릿》, 국제 관계, 크리스토퍼 콜럼버스, 라틴 아메리카의 역사, 스페인의 역사를 주제로 한 책과 수필을 프랑스어, 독일어, 스페인어, 갈리시아어, 영어로 집필한 것으로 유명하다. 1973년에는 유럽의 평화에 기여한 공로를 인정받아 카롤루스 대제상을 수상했다. 1976년에 프란시스코 프랑코가 사망하면서 스페인으로 귀국했으나 1978년 12월 14일에 스위스 로카르노에서 향년 92세를 일기로 사망했다. 그의 이름을 따서 명명된 마다리아가-유럽 대학 재단은 보다 평화로운 세상을 만들기 위한 유럽 연합의 비전을 홍보하고 있다.

## 주요 저서
- 《영어-스페인어 분석 실험》 (Ensayos angloespañoles, 1922년)
- 《독자를 위한 돈 키호테 가이드》 (Guía del lector del Quijote, 1926년)
- 《영국인, 프랑스인, 스페인인》 (Englishmen, Frenchmen, Spaniards, 1928년)
- 《국제 관계의 이해와 실제》 (Theory and Practice in International Relations, 1937년)
- 《크리스토퍼 콜럼버스》 (Christopher Columbus, 1939년)
- 《에르난 코르테스 - 멕시코의 정복자》 (Hernán Cortés – Conqueror of Mexico, 1941년)
- 《스페인》 (Spain, 1942년)
- 《옥의 심장》 (El corazón de piedra verde, 1942년)
- 《인도의 역사 그림》 (Cuadro histórico de las Indias, 1945년)
- 《스페인령 아메리카의 발전》 (The Rise of the Spanish-American Empire, 1947년)
- 《스페인령 아메리카의 몰락》 (The Fall of the Spanish-American Empire, 1947년)
- 《셰익스피어의 햄릿》 (El Hamlet de Shakespeare, 1949년)
- 《유럽에 대한 설계》 (Bosquejo de Europa, 1951년)
- 《볼리바르》 (Bolívar, 1951년)
- 《혈투》 (Guerra en la sangre, 1957년)
- 《라틴 아메리카 및 기타 에세이의 현재와 미래》 (Presente y porvenir de Hispanoamérica y otros ensayos, 1959년)
- 《파르테논의 폭파》 (The Blowing up of the Parthenon, 1960년)
- 《라틴 아메리카, 독수리와 곰 사이》 (Latin America between the Eagle and the Bear, 1962년)
- 《카를로스 5세》 (Carlos V, 1969년)
- 《스페인의 여성》 (Mujeres españolas, 1972년)